# おぎやはぎの愛車遍歴 NO CAR, NO LIFE!
『おぎやはぎの愛車遍歴 NO CAR, NO LIFE!』（おぎやはぎのあいしゃへんれき ノー・カー・ノー・ライフ!）は、BS日テレで2011年10月5日から放送されているトークバラエティ番組であり、2018年4月7日からは毎週土曜日の21:00 - 21:54（JST）に放送されているおぎやはぎの冠番組である。通称は『愛車遍歴』。ステレオ放送を実施。

## 概要
毎回、1人のゲストを迎え、ゲストのこれまで人生で乗ってきた自動車を紹介しながら、その人の人生を振り返るトークバラエティ番組である。キャッチコピーは「愛車遍歴を辿ればその人の人生が見えてくる!」。
開始から2013年3月27日までは毎週水曜日22:00 - 22:54、同年4月6日から2018年3月31日までは毎週土曜日22:00 - 22:54に放送されていた。
毎週（レギュラー放送）の番組ではあるが、実際は希少車を用意する必要も多い番組の特性上、しばしばアンコール放送と銘打たれた再放送を挟んでいる。番組開始当初は、新作とアンコール放送の隔週放送となっていたが、2012年4月以降は、新作を3回放送した後アンコール放送を1回放送するという形になり、以前より新作の割合が増えた。番組の前身は、2011年6月11日に俳優の細川茂樹をゲストに迎え放送された単発スペシャル番組である。2016年4月よりネット配信を開始した。

### 内容
ゲストが過去に乗っていた実車が毎回3〜4台ほどが登場。その車を運転しながら当時の思い出を語る。愛車の数が少ないもしくは免許を取得したばかりで、これから車を購入したいといったゲストが登場することもあり、この場合はおぎやはぎと竹岡が（放映時点での）最新鋭車をプレゼンして試乗を行うパターンとなる。2016年以降はゲストによっては一人で2週分放送される回もある。
車が登場する際には、1台目（最初に買った車）はゲスト本人が実際にその車を運転して登場し（2012年10月以降このパターンは廃止され、オープニングの後すぐにトークに入っている）、2台目以降は車のオーナー（一般人またはカーディーラーの担当者）、場合によっては司会のおぎやはぎや竹岡が運転して登場する。また、毎回トークの最後には司会の矢作がゲストに対して「●●さんにとって車とは?」とゲストの車に対する思いを聞くのが恒例となっている。
エンディングでは、その回に登場した車の前で出演者とオーナーの記念写真が順番に登場し、そこにゲストの乗ってきた全ての車を年表形式で紹介、最後にゲストと愛車の記念写真と共に前述の質問に答える形で「車とは○○である」の「○○」の部分とゲスト名が表示される。番組終了後と同時に、番組公式ウェブサイトにて出演者によるトークが「収録遍歴」という形で動画配信される。

### 収録
番組の性質上、屋外かつ試乗スペースがある所に限られており、自動車教習所や自動車専門学校がロケで使われることが多い。また、東京オートサロン特集の時は番組スポンサーのカーコンビニ倶楽部でクルマを預けてから向かったこともあった。

### 今まで収録された場所
日本自動車大学校（NATSサーキット）
パンツェッタ・ジローラモ・藤波辰爾・京本政樹・渡部陽一・大八木淳史・鈴木亜久里・元木大介・とよた真帆・高嶋ちさ子・いっこく堂・宍戸開・片山右京・光浦靖子・哀川翔・千葉真一・藤竜也・山本昌・HISASHI
埼玉自動車大学校
ピーター・Dr.コパ・石塚英彦・土田晃之・保阪尚希・梅宮アンナ・清水アキラ・遠藤章造・中村あゆみ・片岡孝太郎・田中美奈子・木下ほうか
海老名ドライバーズスクール
ブラザートム・RIKACO・柳生博・石丸謙二郎・江川達也・鳥越俊太郎・三本和彦・伊藤かずえ・柴田善臣・森山周一郎・清原和博・八名信夫・有野晋哉・樹木希林・きたろう・ミッキー・カーチス・堀ちえみ・松崎しげる・蝶野正洋・髙田延彦・長嶋一茂・辺見えみり・忍成修吾・皆川賢太郎・黒沢年雄・芹澤信雄・つまみ枝豆・宇崎竜童・石井一久・篠田麻里子・錦野旦・YOU・山本博・池上季実子・荻原次晴・辺見マリ・大和田獏・MEGUMI・久米宏・渡辺徹・渡辺正行・宮川一朗太・虻川美穂子・桝谷周一郎・京本政樹・岡崎朋美・タイガーマスク・肥後克広
株式会社横浜シーサイドライン本社
西郷輝彦・ダイアモンド✡ユカイ・伊東四朗・森山良子・都並敏史・加藤浩次・たかの友梨・NIGO®・山﨑武司・小林幸子・川畑要・木梨憲武・石橋貴明・つるの剛士・関口知宏・藤井フミヤ・八木沼純子・ヒロミ・加納典明・高島礼子・村松崇継・清春・松木安太郎・松任谷正隆・マイク眞木・落合務・温水洋一・若林正恭・内藤大助・小松政夫・モト冬樹・持田香織・夏木陽介・秋野暢子・古澤巌・濱口優・清水国明・西岡徳馬・布川敏和・笑福亭笑瓶・赤井英和・具志堅用高・戸田奈津子・里見浩太朗・布施博・田中康夫・光石研・勝野洋・大鶴儀丹・柴俊夫・ベンガル・篠塚和典
船の科学館
野口健・ムッシュかまやつ・津川雅彦・テリー伊藤
カレスト幕張
ドン小西・北澤豪・堀内孝雄・山下真司
ミュゼオ御殿場
石田純一・田中要次・東儀秀樹・パパイヤ鈴木
池沢早人師・サーキットの狼ミュージアム
池沢早人師
山梨英和大学
東尾修
夕やけ小やけふれあいの里
花田虎上
レイクウッズガーデン－ひめはるの里－
高橋ひとみ
鶴見川クリーンセンター
春風亭昇太
横浜港シンボルタワー
横山剣
東久留米自動車教習所
ガッツ石松
本庄サーキット
土屋圭市
袖ヶ浦フォレストレースウェイ
岩城滉一・山内一典
新東京サーキット
南明奈・三村マサカズ
大井松田カートランド
梅宮辰夫
東京トヨタ自動車専門学校
大島親方・松嶋尚美

## 出演者

### 司会
- おぎやはぎ（小木博明・矢作兼）

### 進行
- 今井優杏（自動車評論家）（第375回 - ）

### ナレーション
- 森川智之（第226回 - ）

### 過去の出演者
- 竹岡圭（進行、第1回 - 第374回）
- 池田秀一（ナレーション、第1回 - 第203回）
- 針谷桂樹（ナレーション、第204回 - 第225回）
- 市原彩花（旧オープニング、旧CM前）

## 愛車遍歴的カー・オブ・ザ・イヤー
世界各地で行われている「年間を通して、最も優秀なクルマを選定」する“カー・オブ・ザ・イヤー”の中で、世界的に知名度が高い「カー・オブ・ザ・イヤー」の受賞車両を一同に集め、おぎやはぎの2人が独断と偏見で、勝手に「愛車遍歴的カー・オブ・ザ・イヤー」を決めてしまうという、特別スピンオフ企画。2014年に始まった。
2014　フォード フィエスタ
2015　フォルクスワーゲン パサート
2016　マツダ ロードスター
2017　ジャガー F-PACE
2018　ホンダ NSX
2019　スズキ スイフトスポーツ
2020　プジョー 208
2021　トヨタ GRヤリス
2022　ホンダ シビック
2023　ホンダ ステップワゴン
2024　ホンダ N-BOX

## DVD
全発売 - BS日本/ポニーキャニオン 販売 - ポニーキャニオン。いずれもレンタル版あり（特典映像は未収録）。
おぎやはぎの愛車遍歴 NO CAR,NO LIFE! DVD-BOX
2012年11月2日発売
収録時間：本編441分+特典90分
- 収録内容
  - #01 第1回 パンツェッタ・ジローラモ（2011年10月5日放送）第2回 北原照久（2011年10月12日放送）
  - #02 第3回 石田純一（2011年10月19日放送）第4回 藤波辰爾（2011年11月2日放送）
  - #03 第5回 ドン小西（2011年11月16日放送）スペシャル 細川茂樹（2011年6月11日放送）
  - #04 第6回 田中要次（2011年11月30日放送）
  - #05 第9回 東儀秀樹（前編）（2012年1月4日放送）第10回 東儀秀樹（後編）（2012年1月11日放送）
- 特典映像
  - 矢作兼の愛車自慢「ポルシェ911 カレラ4」
  - 小木博明の愛車自慢「ランドローバー レンジローバー イヴォーク」
  - 竹岡圭の愛車自慢「ホンダ ビート(レーシング仕様)」
  - 「おぎやはぎサイコロ疑惑」
  - 「おぎやはぎ&竹岡圭が選ぶゲストの愛車で1番欲しい車選手権」
  - 収録後のこぼれ話トーク「収録遍歴」
- 封入特典 
  - 初回生産限定オリジナルステッカー

おぎやはぎの愛車遍歴 NO CAR,NO LIFE! DVD-BOX2
2013年4月26日発売
収録時間:本編432分+特典120分
- 収録内容
  - #06 第7回 京本政樹（2012年12月7日放送）第21回 春風亭昇太（2012年5月16日放送）
  - #07 第20回 山下真司（2012年5月9日放送）第19回 大八木淳史（2012年5月2日放送）
  - #08 第16回 渡部陽一（2012年4月4日放送）第22回 ブラザー・トム（2012年5月30日放送）
  - #09 第11回 北澤豪（2012年2月8日放送）第14回 高橋ひとみ（2012年3月7日放送）
  - #10 第26回 横山剣（前編）（2012年7月4日放送）第27回 横山剣（後編）（2012年7月11日放送）
- 特典映像
  - おぎやはぎへのプレゼンショー〜ディレクターズカット版〜矢作 兼×ロールス・ロイス・シルバーシャドウII/小木博明×ラーダ・ニーヴァ
  - 竹岡 圭の愛車遍歴
  - 竹岡 圭流 縦列駐車講座
  - 収録後のこぼれ話トーク「収録遍歴」
- 封入特典 
  - 初回生産限定オリジナル・ダッシュボード滑り止めシート

おぎやはぎの愛車遍歴 NO CAR,NO LIFE! DVD-BOX3
2014年2月19日発売
収録時間：583分（本編445分+特典138分）
- 収録内容
  - Disc1 第54回 清原和博（前編）（2013年4月6日放送）第55回 清原和博（後編）（2013年4月13日放送）
  - Disc2 第36回 柳生博（2012年10月3日放送）第39回 江川達也（2012年10月31日放送）
  - Disc3 第40回 津川雅彦（2012年11月7日放送）第48回 石塚英彦（2013年2月6日放送）
  - Disc4 第41回 高嶋ちさ子（2012年11月28日放送）第46回 三本和彦（2013年1月16日放送）
  - 第45回 ガッツ石松（2013年1月9日放送）第28回 RIKACO（2012年7月25日放送）
- 特典映像
  - 那須PSガレージ 名画に登場した車たち
  - 祝!2周年!3年目に突入スペシャル 愛車遍歴的モーターショー
  - 竹岡 圭のドライビング講座パート2 車庫入れ編
  - 収録後のこぼれ話トーク「収録遍歴」
- 封入特典 
  - 初回生産限定オリジナル・番組ロゴ&イラスト入りリフレクターチャーム

## 関連書籍
- THE VERY BEST OF おぎやはぎの愛車遍歴 NO CAR,NO LIFE! （KADOKAWA/エンターブレイン、2014年、ISBN 978-4047301627）

## スタッフ
- ナレーター：森川智之
- 構成：村田秀勝
- カメラ：田中豊(T-REX）
- 音声：田口豊（T-REX）
- 編集：小川健一（汐留スタジオ）
- MA：井上公二（汐留スタジオ）
- リサーチ：難波江祐平
- 校閲：遠藤一満
- 音効：久坂恵紹（戯音工房）
- ヘアメイク：稲野麻亜里
- スタイリスト：上野真穂
- 広報：加藤由紀子
- デスク：成田仁美
- 制作進行：神田瞭・京谷豪・園田稚彩・幾野拓光
- ディレクター：細矢俊明・大島敦子・清家史嗣・戸塚謹嗣・嶋崎良介
- 演出：山本浩史
- プロデューサー：山田厚・坂本水奈
- 制作協力：東阪企画
- 製作著作：BS日テレ
- エンディングテーマ曲：村松崇継「NO CAR, NO LIFE! 〜愛車遍歴のテーマ〜」[注 20]

### 過去のスタッフ
- ナレーター：池田秀一（第1 - 203回）・針谷桂樹（第204 - 225回）
- ヘアメイク：市川友理恵・染川知美
- デスク：田中海雄
- 制作進行：金崎準・高柳諒輔・小山文佳・濱口翔・中尾阿実・山田瑞貴
- ディレクター：相澤衆・下山貴子・尾林怜・野原卓司・笠原裕
- プロデューサー：佐藤明香・塚本恭史・菊地武
- エンディングテーマ曲:オアシス 「ロール・ウィズ・イット」

## 放送局
| 放送対象地域 | 放送局   | 系列                  | 放送日時           | 備考                 |
| ------------ | -------- | --------------------- | ------------------ | -------------------- |
| 日本全域     | BS日テレ | 日本テレビ系列 BS放送 | 土曜 21:00 - 21:54 | 月3回は新作を放送    |
| 日本全域     | TVer     | ネット配信            | 土曜 22:00 更新    | 最新話限定で無料配信 |
| 日本全域     | GYAO!    | ネット配信            | 土曜 22:00 更新    | 最新話限定で無料配信 |
| 日本全域     | hulu     | ネット配信            | 更新時間未定       | 有料会員は全話見放題 |